# El jugador (Prokófiev)
El jugador (título original en ruso, Игрок, Igrok) es una ópera en cuatro actos con música y libreto en ruso de Serguéi Prokófiev, basada en la historia homónima de Fiódor Dostoievski.  

## Historia
Prokófiev había decidido que la historia era un tema operístico en el año 1914, y el director Albert Coates, del Teatro Mariinski, animó a Prokófiev a componer esta ópera y le aseguró que se produciría en ese teatro. Prokófiev escribió la ópera en partitura para piano entre noviembre de 1915 y abril de 1916, y terminó la orquestación en enero de 1917. Vsévolod Meyerhold fue contratado como director de escena.  Sin embargo, con el estallido de la revolución de febrero de 1917, la producción nunca se realizó.  
La ópera no se estrenó hasta el año 1929, después de una amplia revisión (en 1927), en el Teatro Real de la Moneda, Bruselas. Prokófiev preparó una suite orquestal basada en la ópera en 1931.
La ópera del Bolshói interpretó esta obra en el Met en Nueva York en 1975, y el Met montó su propia producción en marzo de 2001.
La versión original de la ópera se representó finalmente en el año 2001 en el Teatro Bolshói, Moscú, dirigida por Gennadi Rozhdéstvenski.
Esta ópera se representa poco; en las estadísticas de Operabase aparece la n.º 191 de las óperas representadas en 2005-2010, siendo la 14.ª en Rusia y la segunda de Prokófiev, con 15 representaciones en el período.

## Personajes
| Personaje                                  | Tesitura     | Reparto del estreno Bruselas, 29 de abril de 1929 (Director: Corneil de Thoran) |
| ------------------------------------------ | ------------ | ------------------------------------------------------------------------------- |
| Alekséi, tutor de la familia del General   | tenor        | José Lens                                                                       |
| Polina (Pauline), ahijada del General      | soprano      | Lily Leblanc                                                                    |
| El General                                 | bajo         | Milorad Yovanovitch                                                             |
| Blanche, demimondaine                      | mezzosoprano | Yvonne Andry                                                                    |
| El marqués                                 | tenor        | G Rambaud                                                                       |
| Mr. Astley, un inglés                      | barítono     | Emile Colonne                                                                   |
| La baronesa                                |              | Mme Nayaert                                                                     |
| El barón                                   | bajo         | Georges Clauzure                                                                |
| Abuelita ("Babúlenka"), La tía del general | mezzosoprano | Simone Ballard                                                                  |
| Príncipe Nilski                            | tenor        | H Marcotty                                                                      |

## Grabaciones
| Año Versión           | Reparto | Director, Coro y orquesta | Discográfica                  |
| --------------------- | --- | --- | ----------------------------- |
| 1966 Versión revisada | Vladímir Majov, Gennadi Troitskio, Nina Polyakova, Tamara Antipova                                                                | Gennadi Rozhdéstvenski, Coro de la Ópera de la Radio de toda la Unión, Orquesta Sinfónica de la Radiotelevisión de toda la Unión | CD: Melodiya Cat: CD 10 01271 |
| 1996 Versión revisada | Nikolái Gassiev, Liubov Kazarnóvskaya, Marianna Tarássova, Valeri Lébed, Serguéi Aleksashkin, Vladímir Galusin, Yelena Obraztsova | Valeri Gérgiev, Orquesta Kírov del Teatro Mariinski                                                                              | CD: Philips Cat: 454 559      |
| 2001 Versión original | Mijaíl Urusov, Olga Guriakova, Leonid Zimnenko, Yelena Manístina, Pável Kudriávchenko, Vladislav Verestnikov, Yevguenia Segueniuk | Guennadi Rozhdéstvenski, Solistas de la Ópera del Bolshói; Orquesta del Teatro Bolshói                                           | CD: Exton Cat: OVCL-00155     |

## Licencia
- Esta obra contiene una traducción  derivada de «The Gambler (Prokofiev)» de Wikipedia en inglés, publicada por sus editores bajo la Licencia de documentación libre de GNU y la Licencia Creative Commons Atribución-CompartirIgual 4.0 Internacional.